# 桑迪瓦利 (內華達州)
桑迪瓦利（英語：Sandy Valley）是位於美國內華達州克拉克縣的普查規定居民點。

## 人口
根據2020年美國人口普查的數據，桑迪瓦利的面積為145.03平方千米，皆為陸地。當地共有人口2663人，而人口密度為每平方千米18.36人。